# قطعنامه ۶۸۲ شورای امنیت
قطعنامه ۶۸۲ شورای امنیت سازمان ملل متحد که در تاریخ ۲۱ دسامبر ۱۹۹۰ تصویب شد، سندی بین‌المللی دربارهٔ قبرس است. این قطعنامه طی نشست ۲۹۷۱ام با ۱۵ رای موافق، ۰ مخالف و ۰ ممتنع تصویب شد.